# Semana de la Concienciación Transgénero
La Semana de la Concienciación Transgénero, que se celebra del 13 al 19 de noviembre, es una celebración de una semana que precede al Día Internacional de la Memoria Transexual, que conmemora a las víctimas de la violencia transfóbica, y que se celebra anualmente el 20 de noviembre, cuando los defensores transgénero tratan de concienciar a la sociedad sobre la comunidad transgénero a través de actividades educativas y de defensa del colectivo. La primera semana de noviembre generalmente comienza con la celebración de eventos organizados por terceros en distintos lugares (también virtualmente) en el entorno de una localización central principal, seguida durante la segunda semana con eventos cada vez específicos en localizaciones dentro del área principal. El propósito de la Semana de la Concienciación Transgénero es sensibilizar sobre las personas transgénero o no-conformes con su género y sobre los problemas asociados con su transición o identidad.

## Historia
Ha habido muchos hitos históricos fundamentales que se relacionan con la defensa de las personas transgénero.
- 1952: Christine Jorgensen aparece en los medios de comunicación nacionales de Estados Unidos, dando acceso a un gran número de personas a información sobre temas transgénero por primera vez, ya que fue la primera estadounidense de la que se sabe públicamente que se cambió de sexo.
- 1954: La noticia de la primera mujer trans británica conocida, Roberta Cowell, saltó a la luz y fue asunto de interés público en todo el mundo.
- 1964: el hombre trans estadounidense Reed Erickson crea la Fundación Erickson Educational Foundation, primera fundación en donar millones para promover la igualdad transgénero y gay.
- 1972: Suecia legaliza la reasignación de género y se convierte en el primer país en permitir legalmente a los ciudadanos cambiar de sexo.
- 1975: la Doctora Trudy Kennedy y el Doctor Herbert Bower establecieron una Clínica de Disforia de Género en el Hospital Queen Victoria de Melbourne.
- 1979: se forman la Victorian Transexual Coalition y la Victorian Transexual Association, que son las primeras organizaciones en pro de la defensa de los derechos de las personas transgénero de Australia.
- 1979: A Change of Sex (Cambio de sexo), el documental de la BBC Julia Grant, que hizo la transición de hombre a mujer.
- 1986: Lou Sullivan funda FTM International, el primer grupo de defensa de los hombres transgénero; el propósito era cuestionar el estereotipo de que todos los hombres trans eran lesbianas antes de su transición.
- 1998: asesinato de Rita Hester, ocurrido el 28 de noviembre, por su identidad de género. El 4 de diciembre se realizó una vigilia con velas para honrar la vida de Hester; su muerte sirvió de inspiración para la idea del primer Día Internacional de la Memoria Transexcual iniciado por la mujer trans Gwendolyn Ann Smith.
- 1999: El asesinato de PFC Barry Winchell por salir con la mujer trans Calpernia Addams.
- 1999: La primera celebración del Día Internacional de la Memoria Transexual para conmemorar a las víctimas de crímenes de odio contra las personas transgénero, que se celebra el 20 de noviembre.
- 2002: Se funda el Centro de Derecho Transgénero, cuyo objetivo es modificar las leyes y opiniones sobre las personas transgénero para que puedan vivir una vida libre de discriminación por su identidad de género.
- 2002: Se funda  el Sylvia Rivera Law Project, que proporciona servicios legales y educativos y trabaja en pro de modificar las políticas.
- 2003: Se funda el National Center for Transgender Equality (Centro Nacional para la Igualdad Transgénero), constituido con el fin de promover la igualdad de las personas transgénero a través de la promoción, la colaboración y el empoderamiento.
- 2009: Tiene lugar la primera celebración del Día Internacional de la Visibilidad Transgénero, celebración creada por la activista transgénero de Míchigan Rachel Crandall para servir como celebración homóloga en positivo del Día Internacional de la Memoria Transexual, que celebra a las personas trans vivas y sensibiliza sobre los problemas transgénero.  Se celebra cada 20 de noviembre.
- 2010: se modificó la política de las Fuerzas Armadas Australianas para permitir que los australianos transgénero pudieran servir libre y abiertamente en las fuerzas armadas.
- 2010: el  Gender Health Center de Sacramento en California, EE. UU., abrió sus puertas.
- 2012: La Comisión de Igualdad de Oportunidades en el Empleo declara a las personas transgénero protegidas frente a la discriminación laboral por vulnerar el Título VII de la Ley de Derechos Civiles de 1964.

Estos son sólo algunos de los hitos importantes que han llevado a una mayor defensa y concienciación sobre el colectivo transgénero.

## Eventos
Se insta a los participantes en la Semana de la Concienciación Transgénero a organizar de carácter educativo para la comunidad. Ejemplos de eventos que se organizan son por ejemplo la proyección de una película de temática trans, como podría ser la película Paris is Burning, que destaca la cultura ball gay y transgénero en la ciudad de Nueva York. Otro evento típico son los testimonios personales de personas transgénero de la localidad, sobre los problemas a que se enfrentan debido a su identidad de género; "I AM: Trans People Speak" es una colección de videos sobre testimonios personales de personas transgénero que también se muestran en lugar o como complemento a testimonios en vivo. Otros eventos giran en torno a la discusión sobre libros transtemáticos o la visita de exhibiciones o actuaciones de arte transtemático.
En San Francisco, la Semana de la Conciencia Transgénero se celebrar durante todo el mes de noviembre a partir de 2018, por decisión del alcalde London Breed y de Clair Farley, directora de la Oficina de Iniciativas Transgénero de la ciudad.
En noviembre de 2019, cada miembro de la Junta de Supervisores de San Francisco felicitó a un miembro de la comunidad trans.

## Información adicional controvertida
Un estudio realizado por el Instituto Williams en 2016 concluyó que el 0,6% de la población estadounidense (lo que equivalía en aquel momento a en torno a 1,4 millones de personas) se identificaba como transgénero.
En 2008, solo el 8% de los estadounidenses declararon conocer o trabajar con alguien transgénero; para 2015, este porcentaje se había duplicado al 16%, según una encuesta de Harris, y para 2021, había aumentado al 42% según una encuesta de Pew, pero sigue siendo significativamente menor que el número de estadounidenses que conoce a alguien que es gay o lesbiana (87%, a partir de 2013, según una encuesta de Pew).
Las personas trans se enfrentan a muchos problemas dentro de sus comunidades que les hacen sentir en peligro y no seguros. De acuerdo con una encuesta, el 50% de las personas trans declaraban haber sido violadas o agredidas por sus parejas. Algunas personas trans han sido asesinadas simplemente por serlo, y también sus seres queridos y/o amigos por compartir su vida con ellos. Algunas mujeres trans han sido arrestadas por luchar contra su atacante. En el pasado, las personas trans y sus aliados se unían entre sí y se posicionaron contra la discriminación hacia las personas trans organizando protestas. La Semana de la Concienciación Transgénero se estableció como respuesta a estos asesinatos y encarcelamientos para mostrar los problemas a los que enfrentan las personas trans.